# Bitka kod Šikloša 1566.
Bitka kod Šikloša (1566.) bila je rezulat prepadne akcije hrvatskih snaga u Ugarskoj. 

## Uvodne okolnosti
Sulejman I. krenuo je u osvojanje Beča. Da bi to uspio, morao je zauzeti nekoliko strateških utvrda, jer su neke predstavljale ne samo obrambeno uporište Hrvatskoj, Ugarskoj i Austriji, nego i polazišnim mjestom za kršćanske protuudare i vraćanje posjeda u Panonskoj nizini i Sedmogradskoj. Glavninu je snaga poveo prema Mohaču, a jedan odvojak koji je predvodio rumelijski beglerbeg poslao je da blokira Siget. 

## Tijek bitke
Nikola Šubić Zrinski je sa svojim snagama izveo prepadnu akciju. Presreo je osmanske snage kod Šikloša i nanio im velike gubitke. 

## Posljedica
Zbog izbacivanja velikog broja ljudi iz stroja, Zrinski je prisilio Sulejmana da skrene s puta k prvotnom odredištu. Osmanlije su na to bile prisiljene jer im je to krilo ostalo ranjivo i komunikacija ka Budimu. Osmanske su snage stigle pod Siget 5. kolovoza, a za dva dana ga opsjeli.